# 岩手県交通一関営業所

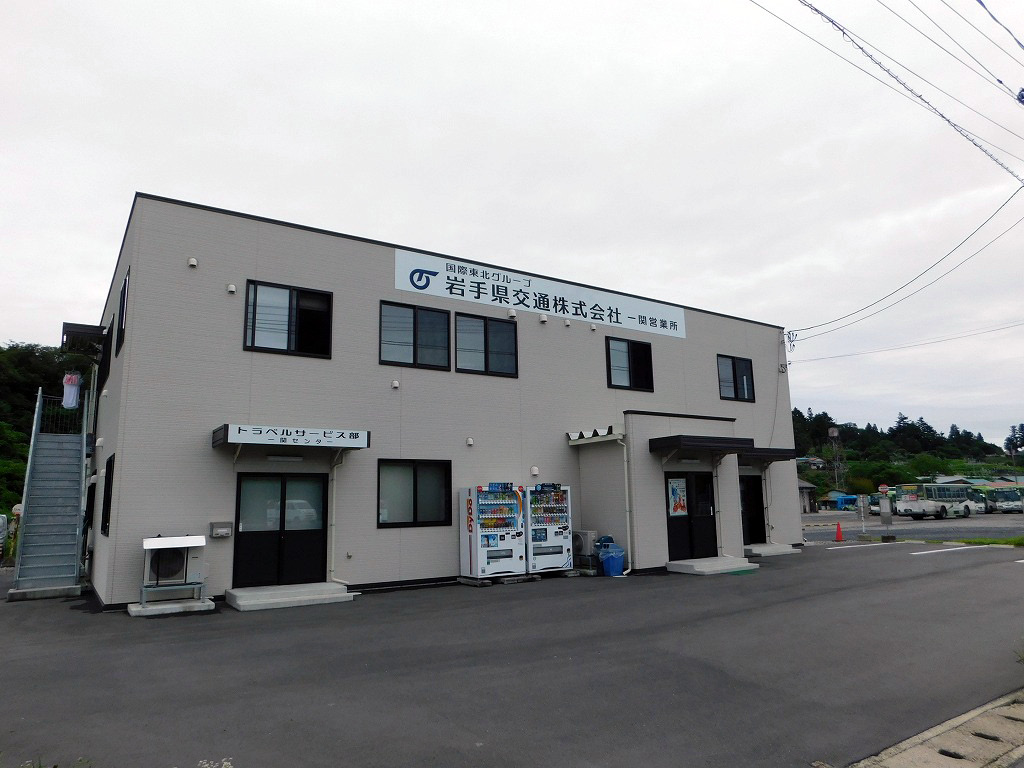
岩手県交通一関営業所

岩手県交通一関営業所（いわてけんこうつういちのせきえいぎょうしょ）は、岩手県一関市にあり、主に一関地区の路線を管轄する岩手県交通のバス営業所である。千厩バスターミナルを管理下に置く。

## 事業所
- 一関営業所
  - 岩手県一関市真柴中田69-3
- 千厩バスターミナル
  - 岩手県一関市千厩町千厩上駒場285-5
- 一関駅前案内所
  - 岩手県一関市駅前2
  - 東日本急行および岩手急行バスが運行する仙台 - 一ノ関線の回数乗車券も取り扱う。
  - 窓口営業時間：毎日7:30〜18:00

## 所管路線
2024年10月24日よりIwate Green Passが利用可能。

### 本郷線
- [02]：一関営業所 - 一関駅前 - 真滝駅前 - 薄衣 - 千厩支所入口 - 千厩病院 - 千厩駅前 - 千厩バスターミナル
  - 平日のみの運行。
- [03]：一関営業所 - 一関駅前 - 真滝駅前 - 薄衣 - 千厩支所入口 - 千厩駅前 - 千厩バスターミナル

### 厳美渓線
- [10]：一関駅前 - 一関市役所 - 中道 - 厳美渓 - 厳美小学校入口
  - 2010年4月1日 - 起終点を一関駅前に変更、かんぽの宿一関経由を廃止。

### 瑞山線
- [11]：一関駅前 - 一関市役所 - 中道 - 厳美渓 - 山谷 - 瑞山 - 瑞泉郷前
  - 2010年4月1日 - 起終点を一関駅前に変更、かんぽの宿一関経由を廃止。
  - 2022年5月21日 - この日より、土日祝日運休となる。

### 須川温泉線
- [12]：一関駅前 - 一関市役所 -　中道 -　厳美渓 - 山谷 - 瑞山 - 真湯山荘 - 須川温泉
  - 2008年6月14日に発生した岩手・宮城内陸地震による道路一部通行止めのため長期運休していたが、2010年5月30日より運行を再開している。
  - 季節運行。冬季は｢[11]　瑞山線｣となる。

### 一関平泉線
- [22]：一関駅前 - 竹山 - 山ノ目駅前 - 平泉駅前 - 中尊寺 - 瀬原
  - 2025年4月1日 - 起終点をイオン前沢から瀬原に変更[2]。

### 一関イオン線
- [51]：一関駅前 - 一関市役所 - イオンSuC一関 - 一関市総合体育館 - 磐井・南光病院前
  - 2022年10月1日 - 一関中心市街地循環線の運行開始により全便運休となる。

### 磐井・南光病院シャトル
- [52]：一関駅前 - 桜町中学校前 - 三の関 - 磐井・南光病院前
  - 方向幕は青地に白抜きとなっている。
  - 2022年10月1日 - 一関中心市街地循環線の運行開始により昼間の便が運休となる。

### 一関営業所・一関駅線
- [53]：一関営業所 - 一関駅前
  - 2010年4月1日 - 路線新設。

### 中田団地線
- [54]：一関駅前 - 一関営業所 - 中田市営アパート
  - 2010年4月1日 - 路線新設。
  - 平日のみの運行。土・日・祝日は運休となる。

### 関が丘線
- [55]：一関駅前 - 桜町中学校 - 一関駅東口 - 小沢団地 - 関が丘
  - 2010年4月1日 - 起終点を一関営業所から一関駅前に変更。
  - 平日のみの運行。土・日・祝日は運休となる。

### 沖線
- [56]：（一関営業所 - ）一関駅前 - 幸町 - 一関二高 - 一関清明支援学校

### 一関中心市街地循環線
- 一関駅前 - 一関市役所前 - イオン一関 - 一関市総合体育館 - 磐井南光病院 - 一関駅前
  - 2022年10月1日 - 実証実験として路線新設。

### 厳美渓・達谷・平泉線（通年運行）
- 渓泉閣前 - 厳美渓 - 一関市博物館前 - 達谷窟 - 要害 - 毛越寺 - - 道の駅平泉　- 平泉駅前 
  - 2017年4月28日 - 道の駅平泉に乗り入れ開始。
  - 2023年度は通年運休となる。

### 平泉・げいび渓線（期間運行）
- [94]：平泉駅前 - 道の駅平泉 - 七曲 - げいび渓
  - げいび渓停留所はげいびレストハウス敷地内にあり、げいび渓線の猊鼻渓停留所と若干離れている。

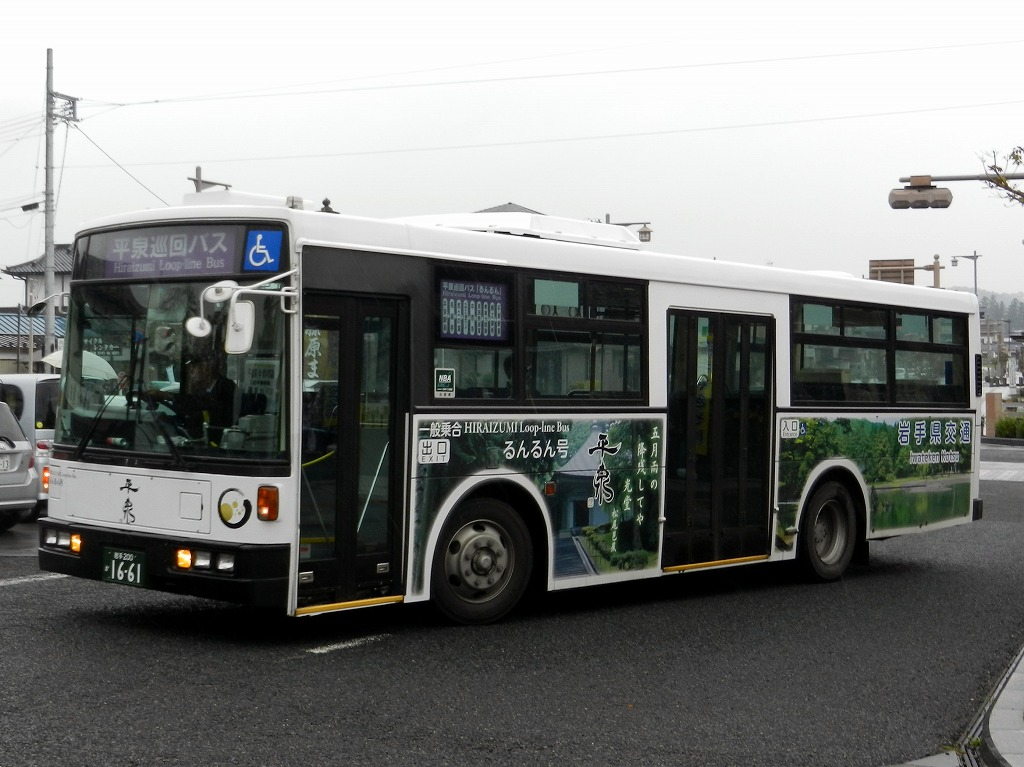
「るんるん」専用車両（平泉駅前にて）。震災復興支援で都営バスから移籍

#### 平泉町巡回バス「るんるん」（期間運行）
- 平泉駅前 → 毛越寺 → 平泉文化遺産センター → 中尊寺 → 高館義経堂 → 道の駅平泉 → 平泉駅前
  - 2017年4月28日 - 道の駅平泉に乗り入れ開始。これにより柳之御所には停車しなくなる。

## 廃止・撤退路線

### 国道南線（一関 - 水沢間）
- 一関 - 中尊寺 - 前沢 - 折居 - 水沢

※2018年4月現在は、一関 - 前沢間と前沢 - 水沢間に分割され運行

### 南股線
- 一関営業所 - 一関駅前 - 柵瀬口 - 平泉駅前 - 中尊寺 - 瀬原 - 衣川郵便局 - 南股 - 黒滝温泉
  - 2009年9月30日の運行を以て廃止。
  - 同年10月より奥州市衣川バス南股線『星空号・南（ミナミ）ちゃん』（早池峰バス江刺営業所に委託）として、ジャスコ前沢 - 瀬原 - 古戸 - 黒滝温泉 - 楢原で運行。
  - その後早池峰バス受託区間は古戸（古都の遊色）までに短縮され、末端区間は衣川タクシーによるデマンドタクシーに受託変更されている。

### 萩荘線
- [57]：一関駅前 - 幸町 - 上黒沢 - 落合 - 平場 - 八森
  - 2016年4月1日 - 平場 - 八森間路線延伸[3]。
  - 2017年4月1日 - 一関市営バス（コミュニティバス）に移管[4]。

### 藤崎線
- [41]：一関駅前 - 磐井・南光病院前 - 狐禅寺 - 番台 - 薄衣 - 散臣長根 - 藤沢 - 藤沢小学校前
  - 2010年4月1日 - 起終点を一関営業所から一関駅前に変更。
  - 2018年3月31日 - 路線廃止[5]。
  - 2018年4月1日 - 一関市営バスが当路線の廃止代替バスを運行開始[6]。現在は、一関市営バス（藤沢）藤沢一関線。

### 千厩花泉線
- [71]：千厩バスターミナル - 千厩病院 - 千厩支所入口 -関田橋 - 藤沢 - 黄海 - 七日町 - 花泉
  - 2018年4月1日ダイヤ改正により、路線名を従来の「花泉線」から「千厩花泉線」に変更された
  - 2018年4月1日ダイヤ改正により、平日4.5往復、土休日2往復に減便。
  - 2020年3月31日 - 路線廃止[7]。
  - 2020年4月1日 - 一関市営バスが当路線の廃止代替バスを運行開始[8]。現在は、市営バス（藤沢）千厩花泉線。

### げいび渓線
- [31]：一関駅前 - 磐井・南光病院前 - 千歳橋 - 相川 - げいび渓 - 柴宿駅前 - 大東高校前 - 摺沢駅前
  - 2010年4月1日 - 起終点を一関営業所から一関駅前に変更。
  - 2023年9月30日 - 路線廃止
  - 2023年10月1日 - 東磐交通がげいび渓線として同じ経路で営業開始
  - 以前は一関市役所西（旧：磐井病院前） - 柵瀬口経由の便もあり、千歳橋経由は急行便の扱いであったが現在は全便千歳橋経由に変更されている。

### 一関花泉線
- [61]：竹山 - 一関駅前 - 一関営業所 - 金沢 - 花泉 - 涌津下町
  - 2018年3月31日 - 涌津下町 - 九千沢間が廃止、[5] 翌日より路線名を九千沢線から一関花泉線に変更。
  - 2018年4月3日 - 一関市営バスが涌津下町 - 九千沢間の廃止代替バスを運行開始。
  - 2022年10月1日 - 平日4便に減便・土日祝運休。
  - 2024年3月31日 - 路線廃止[9]。
  - 2024年4月1日 - 一関市営バスが当路線の廃止代替バスを運行開始。現在は、一関市営バス（花泉）一関花泉線。

### 一関前沢線
- [21]：一関駅前 - 竹山 - 山ノ目駅前 - 平泉駅前 - 中尊寺 - 瀬原 - 三日町 - 母体口 - イオン前沢
- [24]：一関駅前 - 竹山 - 山ノ目駅前 - 平泉駅前 - 中尊寺
  - 2010年4月1日 - 起終点を一関営業所から一関駅前に変更。
  - 2025年4月1日 - 上述の一関平泉線に統合する形で廃止[2]。瀬原 - イオン前沢間は衣里線に移管[10][11]。

### 厳美渓 - 骨寺線（期間運行）
（直行・途中無停車）
- 厳美渓 ⇔ 本寺発電所
  - 2010年度は設定なし。

### 一関仙台泉プレミアム・アウトレット線

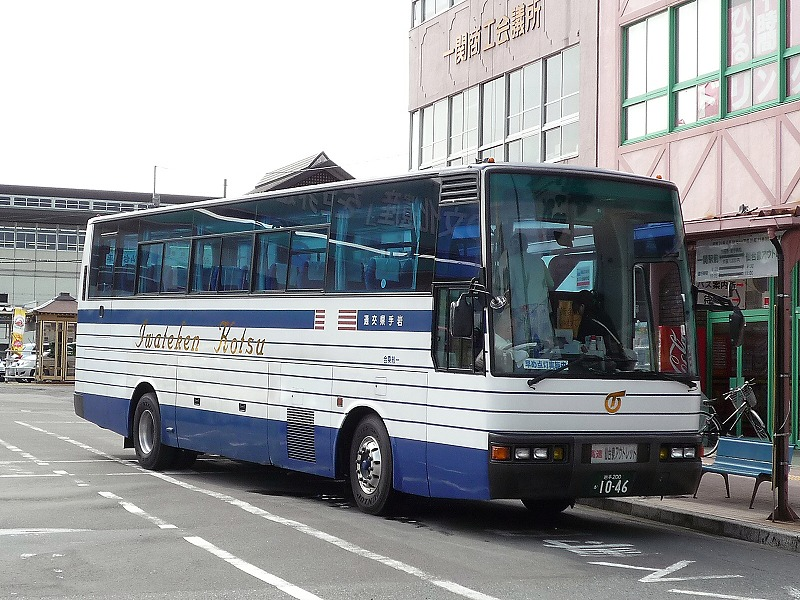
一関仙台泉プレミアム・アウトレット線

仙台泉プレミアム・アウトレット（宮城県仙台市泉区）と一関駅前（岩手県一関市）の間を結んでいた、季節運行の高速バス路線。1日1往復が運行されていた。
歴史
- 2009年4月18日 - 1日1往復で運行開始（同年11月30日まで毎日運行）。
- 2009年12月5日 - 冬季運行開始（2010年3月28日までの土日休日<1月1日除く>および1月2日 - 1月4日と1月22日 - 1月31日の毎日運行）。時刻を改正、往復割引運賃を設定。

車両
- 観光型・トイレなし車両で運行。
- 夏季運行（11月30日まで）においては、前述の平泉中尊寺号と組み合わせた運用になっており、一関→仙台泉プレミアム・アウトレット→（回送）→仙台駅東口→中尊寺→（回送）→一関営業所→（回送）→中尊寺→仙台駅東口→（回送）→宮城球場駐車場→（回送）→仙台泉プレミアムアウトレット→一関と運行された。

### 平泉中尊寺号

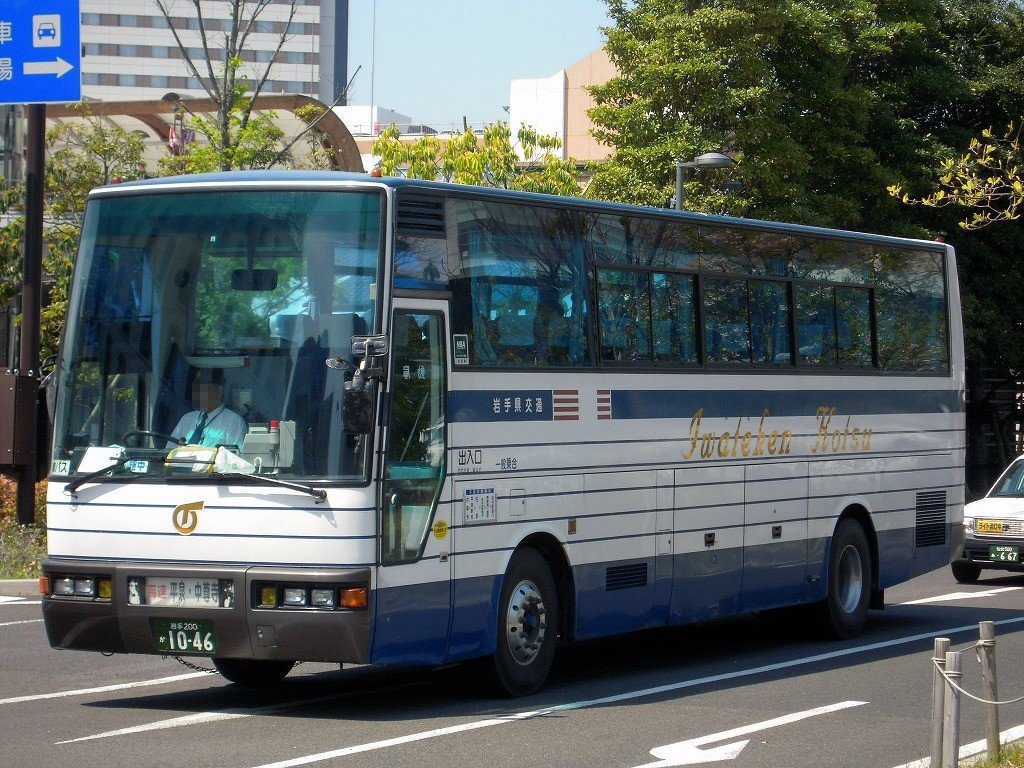
平泉中尊寺号

仙台駅東口（宮城県仙台市宮城野区）と岩手県西磐井郡平泉町の中尊寺の間を結ぶ、季節運行の高速バス路線。2011年（平成23年）度は4月23日〜11月6日までの季節運行であるが、岩手県交通は運行協力のみとなる（東日本急行と宮城交通が運行）。
歴史
- 2008年7月1日 - 岩手県交通の単独（1日2往復）で運行開始（同年11月30日まで）。
- 2008年8月1日 - 東日本急行・岩手急行バスが参入し、1日3往復（各社1往復/うち、岩交担当便1往復を岩急担当便に載せ替え）に増便。
- 2009年4月18日 - 岩手県交通・東日本急行の2社による1日2往復の運行となる（同年11月30日まで。宮城交通の参入は見送られ、岩手急行バスは運行支援に回る）。一関市内の停留所（岩手病院前、山目駅前）への停車を中止。
- 2011年4月23日 - 東日本急行・宮城交通の2社が2011年度の運行を開始。岩手県交通と岩手急行バスは運行協力のみ。

車両
- 観光型・トイレなし車両で運行。

### 一関 - 仙台線
- 一関営業所 - 大町通り - 一関市役所前 - 広瀬通一番町 - 仙台駅前（さくら野前33番のりば）
  - 2010年（平成22年）4月24日から同年11月7日までの季節運行。前述の「平泉中尊寺号」と組み合せた運用になっていた。

### 定期観光

#### 舟下りコース
- 一関駅前 → かんぽの宿 → 厳美渓 → 達谷窟 → 毛越寺 → 中尊寺 → 猊鼻渓舟下り → 一関駅前
  - かんぽの宿、厳美渓より途中乗車可。中尊寺で途中下車可。

#### 義経コース
- 一関駅前 → 平泉駅前 → 中尊寺 → 平泉文化遺産センター → 毛越寺 → 達谷窟 → 厳美渓 → 一関駅前
  - 平泉駅前より途中乗車可。

## 外部サイト
一関営業所管内路線図 - 岩手県交通公式サイト、2023年10月1日現在、同年11月12日閲覧